# Brusselsestraat (Maastricht)
De Brusselsestraat (Limburgs: Breuselestraot) is een straat in het centrum van de Nederlandse stad Maastricht. De huidige naam, verwijzend naar de stad Brussel, is pas sinds de 18e eeuw in zwang. De ongeveer 500 meter lange straat telt 70 rijksmonumenten en kent een grote variatie aan winkels en woon- en werkpanden.

## Ligging, verkeer en inrichting
De straat ligt in het westelijk deel van het Maastrichtse stadscentrum en vormt daar de grens tussen de buurten Statenkwartier en Kommelkwartier. De straat loopt min of meer van oost naar west tussen de Grote Gracht en het Koningin Emmaplein. Aan de oostzijde ligt het beginpunt bij de splitsing van de Oude Tweebergenpoort en de Grote Gracht. Het Koningin Emmaplein aan de westzijde is een druk verkeersplein, waar de Brusselsestraat, de Hertogsingel, de Sint Annalaan en de Statensingel bijeen komen. De Brusselsestraat heeft acht zijstraten: aan de zuidzijde de Kommel, de Kruisherengang, het Herdenkingsplein, de Jekerstraat en de Sint Nicolaasstraat, en aan de noordzijde de Cellebroedersstraat, de Zakstraat en de Herbenusstraat. De Cellebroedersstraat is niet toegankelijk voor het gemotoriseerd verkeer en is 's nachts afgesloten. De weg die vanaf de Brusselsestraat naar het Beyartterrein leidt is geen openbare weg.
De Brusselsestraat is vanouds een van de hoofdstraten in het centrum van Maastricht en vervult ook nu nog een belangrijke verkeersfunctie. In het smallere deel is eenrichtingverkeer ingesteld in de richting van het Koningin Emmaplein (geldt niet voor fietsers). Aan de zuidzijde is een fietssuggestiestrook aangebracht. Tussen de Jekerstraat en de Hertogsingel wordt de straat geleidelijk breder en is verkeer in beide richtingen toegestaan. Hier en daar is (betaald) parkeren op een gedeelte van de stoep mogelijk; in de bredere delen zijn parkeervakken voor dwars- of schuinparkeren ingericht, afgewisseld met bomen. Het wegdek bestaat uit kasseien, die zoals in de meeste centrumstraten in Maastricht in een waaiervormig patroon zijn gelegd. De stoepen zijn geplaveid met diagonaal gelegde natuurstenen tegels; alleen in het meeste westelijke deel liggen betonnen stoeptegels.

## Geschiedenis
De Brusselsestraat en de daarop aansluitende Brusselseweg, alsmede de buurt Brusselsepoort en het winkelcentrum Brusselse Poort, zijn alle genoemd naar de stad Brussel, tot 1794 de hoofdstad van het hertogdom Brabant, waartoe ook Maastricht (ten dele) behoorde. De Brusselsestraat leidde via de middeleeuwse Brusselsepoort naar de grote handelsweg in de richting van Vlaanderen, via Brussel.

### Romeinse tijd
Archeologische opgravingen hebben aangetoond dat de Brusselsestraat in de Romeinse tijd onderdeel was van de hoofdweg van Keulen (Colonia Claudia Ara Agrippinensium) via Tongeren (Atuatuca Tungrorum) naar Boulogne-sur-Mer (Gesoriacum). Sinds omstreeks 2000 wordt deze heerweg aangeduid als Via Belgica. Vanaf de Romeinse brug van Maastricht leidde de weg via de Grote Staat en langs de noordzijde van het Vrijthof naar de huidige Brusselsestraat. De weg was gelegen buiten de bebouwde kom van Romeins Maastricht (Mosa Trajectum). Een deel van de westelijke begraafplaats lag langs het oostelijk deel van de straat. Bij een kleinschalige opgraving in het pand Brusselsestraat 68 werd in 1980 een brandgraf uit de tweede helft van de 2e eeuw gevonden.

### Middeleeuwen
De Brusselsestraat werd in de middeleeuwen 'Tweebergen' of 'Tweebergenstraat' genoemd (Latijn: Duobus Montibus). De straat vormde de kern van de heerlijkheid Tweebergen, het gebied buiten de Tweebergenpoort aan weerszijden van de oude Romeinse heerweg. In de gecompliceerde staatkundige verhoudingen van het tweeherige Maastricht was Tweebergen een van de elf banken van Sint-Servaas, aanvankelijk behorend tot het bezit van het Sint-Servaaskapittel. Het bestuurscentrum van de heerlijkheid was de Hof van Tweebergen (genoemd in 1070), die ergens halverwege de straat lag. Vanaf 1232 werd dit gebied, dat toen nog buiten de ommuurde stad lag, rechtstreeks door de proosten van Sint-Servaas bestuurd, zonder tussenkomst van het kapittel.
Vanaf circa 1300 werd het gebied, waar zich al enkele huizen en boerderijen bevonden, door de bouw van de tweede middeleeuwse stadsmuur bij de ommuurde stad gevoegd. De Brusselsestraat werd nu een stadsstraat, gelegen tussen de Oude en Nieuwe Tweebergenpoort. Die laatste werd in 1427 herbouwd en kreeg later de naam Brusselsepoort. De oude poort behield tot de 17e eeuw een secundaire functie bij de verdediging van de stad. De poort deed tevens diens als leube (gildekamer) van het ambacht der leemplakkers (stukadoors).
In het gebied tussen de twee stadsmuren was ruimte voor onder andere nieuwe kloosters en andere geestelijke instellingen, zoals het Sint-Nicolaasgasthuis. De eerste schriftelijke vermelding van dit gasthuis dateert van 1265, dus nog vóór de bouw van de tweede muur. Het lag op de hoek van de Kommel en de Brusselsestraat en was afhankelijk van het Sint-Servaaskapittel. In 1584 werd het gasthuis opgeheven wegens bouwvalligheid. De kapel bleef in gebruik als kerspelkapel. In de 14e eeuw was er nog een andere (kerspel)kapel in Tweebergen, maar over de exacte ligging is niets bekend. De kapel was gewijd aan de heilige Maria Magdalena en Agnes. In 1316 was Theodoricus er rector; in 1358 was Theodoricus de Wilre kapelaan. De laatste vermelding dateert uit 1404.
Het Cellebroedersklooster werd omstreeks 1350 gesticht door de Alexianen. Het bescheiden klooster aan de noordzijde van de Brusselsestraat bestond waarschijnlijk aanvankelijk slechts uit losse huisjes (cellae). De kloosterkapel werd kort na 1500 gebouwd. De broeders hielden zich onder andere bezig met het verzorgen van zieken en krankzinnigen. In 1476 vestigde zich op een steenworp afstand van dit klooster een aantal tertiarissen van het franciscanessenklooster uit Peer. Door hun biechtvader Gerard de Bruin was hen het Huis De Beyart aangeboden. In 1485 en 1490 bevestigde de bisschop van Luik, Johan van Horne, de zelfstandigheid van het nieuwe klooster, dat Dal van Josephat of Beyart werd genoemd. De kloosterkerk werd in 1510 ingewijd. De 10 tot 20 zusters van Josephatsdal kwamen uit de gegoede kringen in Maastricht en omgeving en hielden zich, naast hun religieuze taken, bezig met weven.

### Ancien régime
Vanaf de 16e eeuw werd de vesting steeds verder uitgebouwd, aanvankelijk met rondelen of bolwerken bij de stadsmuur, later met buitenwerken. Ook bij de Brusselsepoort was dat het geval, waarbij de veldzijde van de poort in 1686 door de bouw van het gelijknamige bastion grotendeels aan het oog onttrokken werd en de poortdoorgang aanzienlijk werd verlengd.Vanwege dat laatste stonden er regelmatig files voor de poort en werd deze later dan de andere poorten gesloten.
De kloosters hadden door hun ligging dicht bij de westelijke stadsmuur veel te lijden van belegeringen, met name in 1579, 1632 en 1794. Bij het beleg van 1794 werd het Beyartklooster dusdanig vernield dat de 15 koorzusters en vier werkzusters gedwongen waren hun intrek te nemen in een aantal huizen aan de Brusselsestraat.
Begin 17e eeuw waren de meeste huizen in Maastricht nog opgetrokken uit houten vakwerk met een vlechtwerk van takken en leembepleistering. Wel hadden veel huizen scheidswanden van baksteen of mergel. In 1612 ging bij een stadsbrand een groot deel van de Brusselsestraat in vlammen op. Ongeveer 42 huizen tussen de Kommel en de Jekerstraat, inclusief de Sint-Nicolaaskapel, werden verwoest. De kapel werd verderop in de straat herbouwd, maar de exacte locatie is niet bekend. Blijkbaar duurde het lang voordat de straat zich van deze ramp hersteld had, want in 1655 werd bepaald dat de eigenaren van onbebouwde percelen deze moesten bebouwen, anders zou het perceel per opbod worden verkocht.
In de 18e eeuw lagen er verschillende adellijke woonhuizen in de Brusselsestraat, waarvan er enkele bewaard zijn gebleven. De Refugie van Sint-Gerlach, het refugiehuis van het adellijke klooster Sint-Gerlach in Houthem, was van 1731 tot 1771 op nr. 77 gevestigd. In 1761 ontplofte een ondergronds kruitmagazijn in de nabije kat Brandenburg, waarbij 21 doden vielen. Daaronder waren enkele prominente bewoners van de Brusselsestraat: prinses Frederika van Hessen-Philippsthal (de dochter van landgraaf Filips van Hessen-Philippsthal) en de freule de Selys-Fanson met huisgenoten.

### Moderne tijd
De komst van de Fransen in 1794 bracht grote veranderingen met zich mee. In 1797 werden alle Maastrichtse kloosters opgeheven. Ook de zusters van de Beyart en de cellebroeders waren gedwongen hun kloosters te verlaten. Beide terreinen kwam in bezit van het Burgerlijk Armbestuur, dat in het Cellebroedersklooster een gasthuis ("infirmenhuis") begon. Van 1822 tot 1924 was hier de lommerd gevestigd. In 1940 werd een deel van het klooster afgebroken; in 1954 volgde de rest. De kapel bleef bewaard en is van 1963 tot 1966 ingrijpend gerestaureerd.

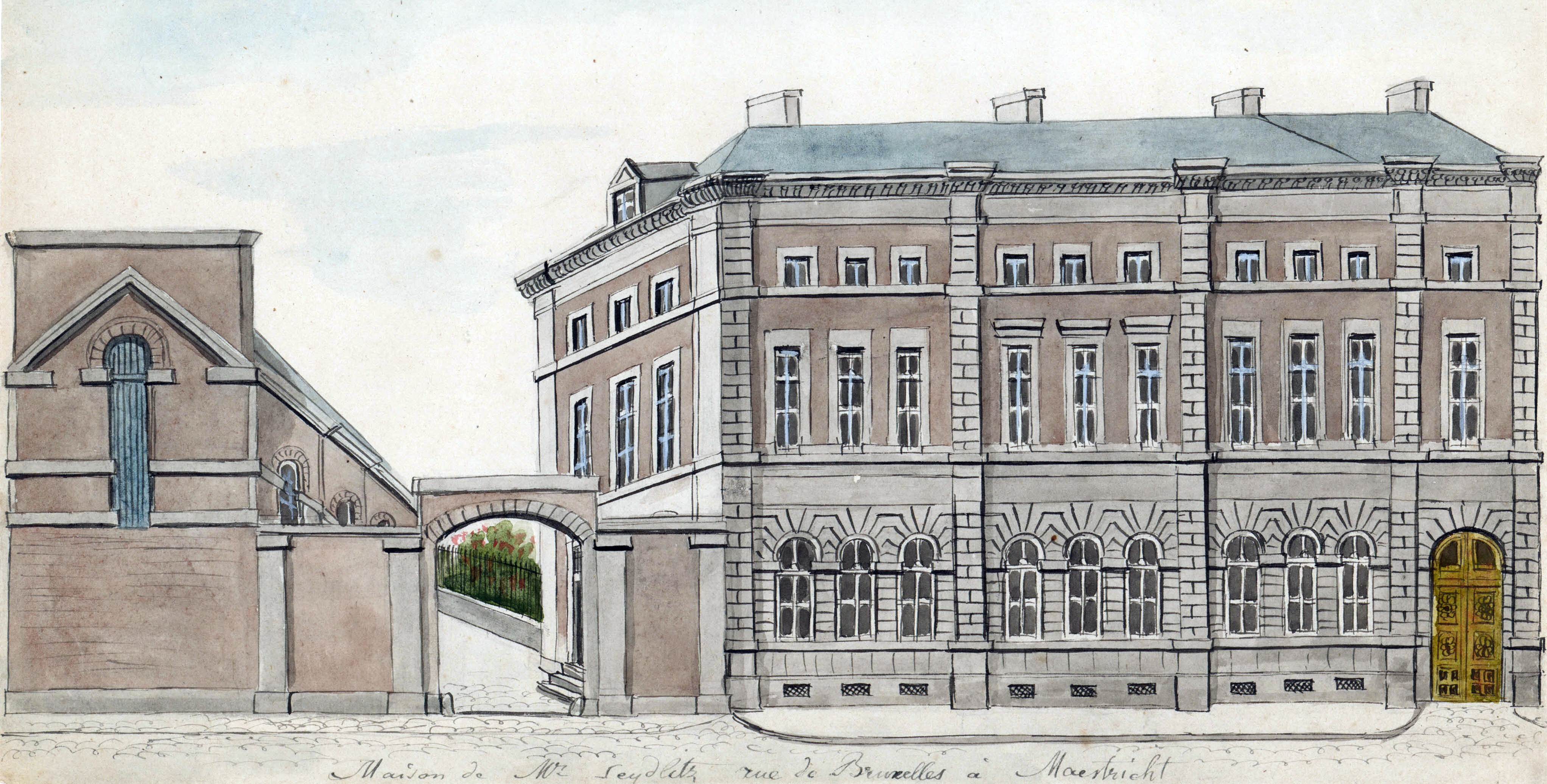
Zoutziederij van Seidlitz (tekening Philippe van Gulpen, ca. 1850)

De zoutraffinaderij achter het pand Brusselsestraat 87 heeft mogelijk twee eeuwen of langer gefunctioneerd. In 1797 kochten Jan Cazeau en diens schoonzoon Maximiliaan den Appel de bestaande zoutziederij. In 1825 erfde Sophia Cazeau, die getrouwd was met Willem Jacob Strengnart, het bedrijf. In deze periode was Hubert Seidlitz bedrijfsleider. In 1871 kocht de brouwerszoon Joseph Marres de fabriek. Onder zijn leiding en die van zijn zonen breidde de raffinaderij verder uit tot zes zoutpannen. In 1957 werd de productie stopgezet, waardoor 89 werknemers hun baan verloren. Begin jaren 1990 werd het terrein herontwikkeld naar plannen van de stedenbouwkundige Rein Geurtsen (met o.a. woningen ontworpen door Erick van Egeraat) en kreeg daarna de naam Herdenkingsplein.
In 1859 liet de gemeente in het brede deel van de Brusselsestraat, tegenover de Jekerstraat, een bluswaterreservoir aanleggen. Kort na de opheffing van de vesting Maastricht in 1867, werden de Brusselsepoort, het wachthuis, de stadsmuur en de buitenwerken in dit gebied gesloopt. Hierdoor kon de Brusselsestraat met enkele tientallen meters worden verlengd; de abrupte overgang naar het nieuwe, bredere deel is nog steeds goed zichtbaar. Waar het Brusselsbastion had gelegen werd in 1903 het Koningin Emmaplein aangelegd, een groot verkeersknooppunt. Vanaf 1894 vertrok vanaf dit punt de stoomtram naar Glaaien (Glons), vanaf 1898 ook naar Maaseik en vanaf 1909 naar Tongeren. Een plan om de Brusselsestraat via het te verbreden Cellebroedersstraatje te verbinden met de Statensingel, is nooit uitgevoerd. Alleen de verlenging van de Zakstraat in 1881 is daarvan mogelijk een uitvloeisel. De laatste restanten van de Oude Tweebergenpoort werden in 1926 en 1934 gesloopt, nadat de poort al in 1734 voor een deel was afgebroken.
Het Beyartterrein werd in 1894 verkocht aan de Broeders van de Onbevlekte Ontvangenis van Maria, die er een nieuw, groot klooster bouwden (na sloop van de zwaar beschadigde restanten van het oude klooster, op een muurdeel na). De broeders speelden een grote rol in het katholiek onderwijs in Maastricht en heel Nederland. Vanaf de jaren 1960 nam het aantal kloosterlingen sterk af. Rond 1980 werd de neogotische kloosterkapel afgebroken om plaats te maken voor bejaardenflats en een verpleegkliniek, bedoeld voor de eigen broeders en andere congregaties, later ook voor leken.
In 1926 werd de Middelbare Kunstnijverheidsschool opgericht, die eigenlijk een voortzetting was van het Stadsteekeninstituut. De school was gevestigd in enkele panden aan de Brusselsestraat en maakte gebruik van de voormalige Cellebroederskapel. Vanaf 1959 stond de school bekend als Stadsacademie voor Toegepaste Kunsten (tegenwoordig Maastricht Academy of Fine Arts and Design). In 1962 werd een nieuw pand betrokken aan de Brusselsestraat 75, deels gebouwd in de tuin van de Refugie van Sint-Gerlach. Het pand werd omstreeks 1990 aan de kant van het Herdenkingsplein fors uitgebreid met nieuwe vleugels ontworpen door Wiel Arets.
In recente jaren is het winkelaanbod in de straat achteruitgegaan en de leegstand toegenomen. De Brusselsestraat en de Grote Gracht werden door wethouder Theo Bovens in april 2000 bestempeld als de "Via Marihuana", omdat het aantal daar gevestigde coffeeshops en smartshops in tien jaar tijd was gestegen van twee naar 22.

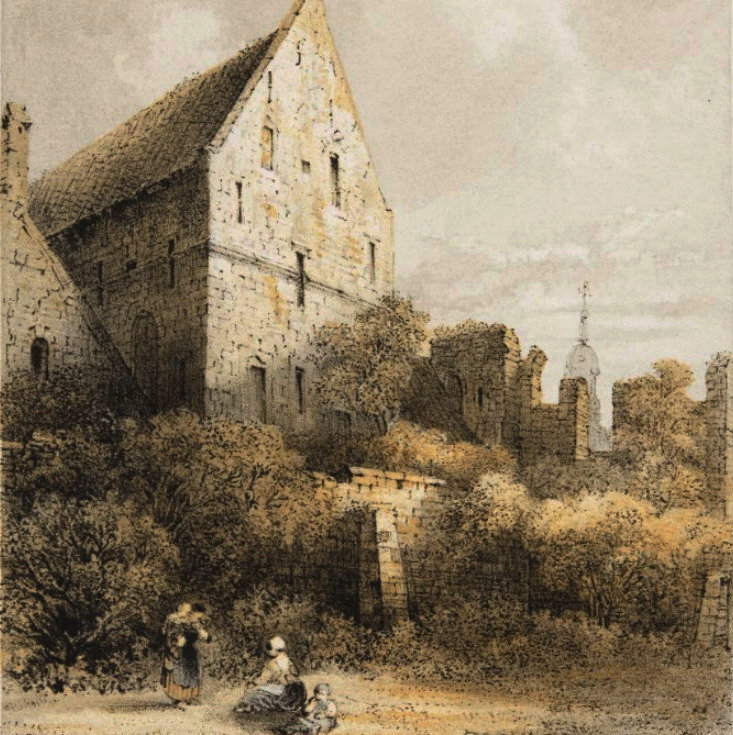
Oude Beyart, litho van A. Schaepkens, ca. 1850
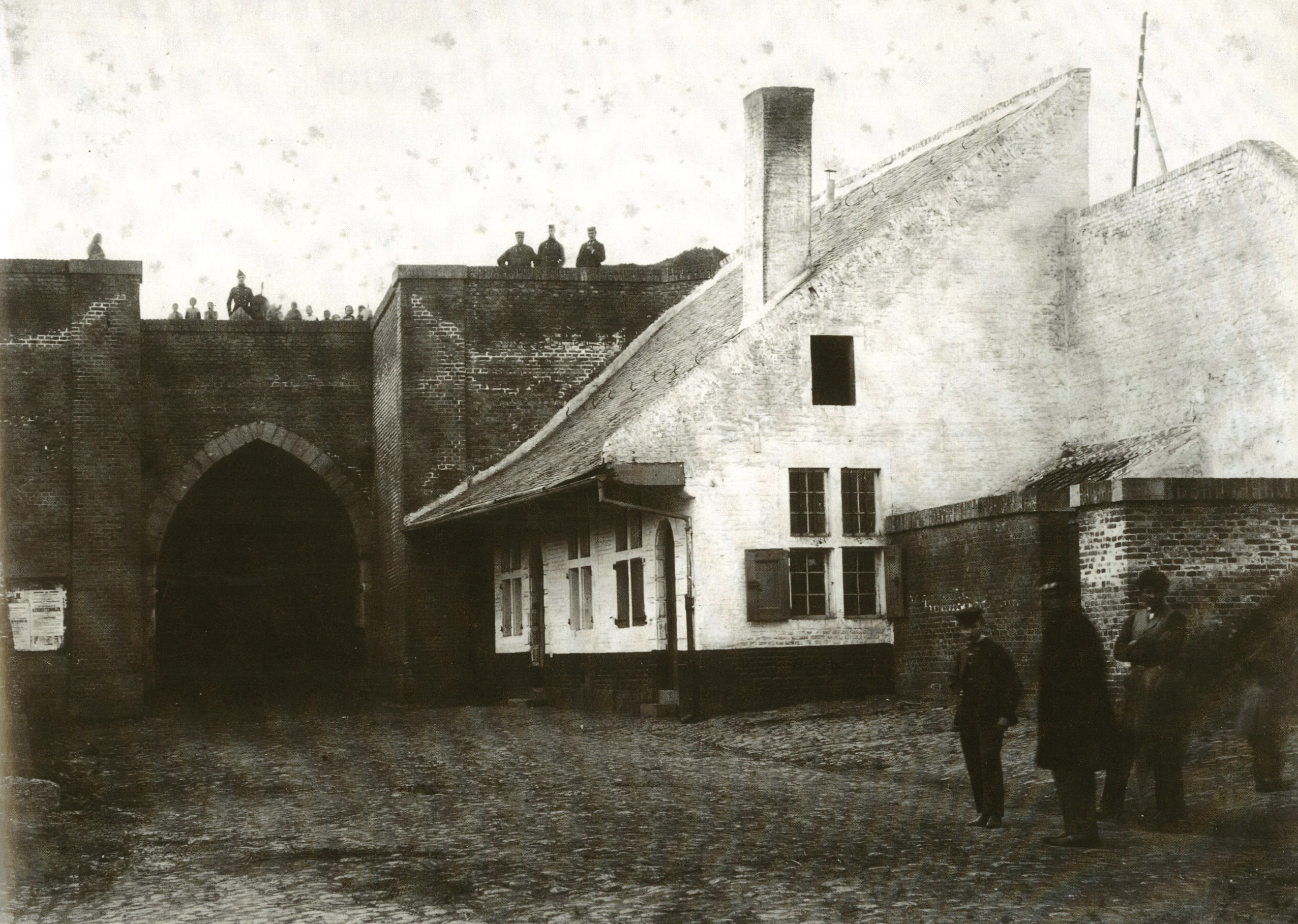
Poort en wachthuis, foto van Th. Weijnen, 1868
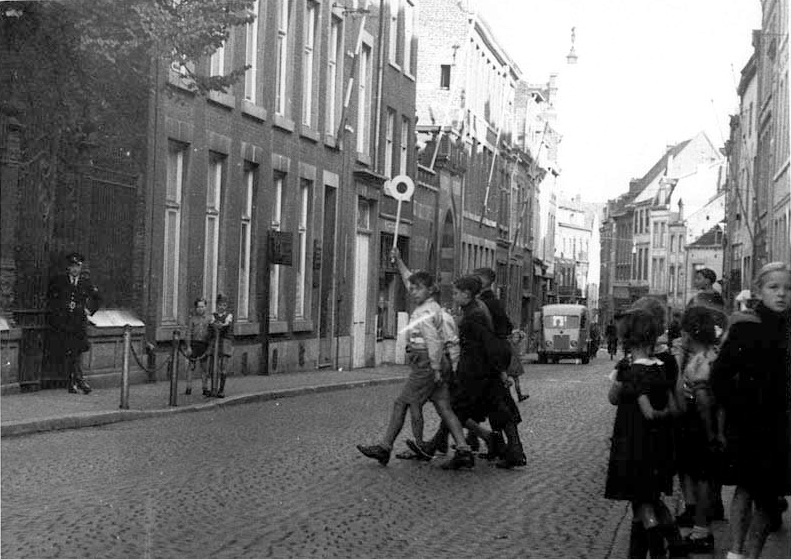
Nabij de Aloysiusschool, 1949
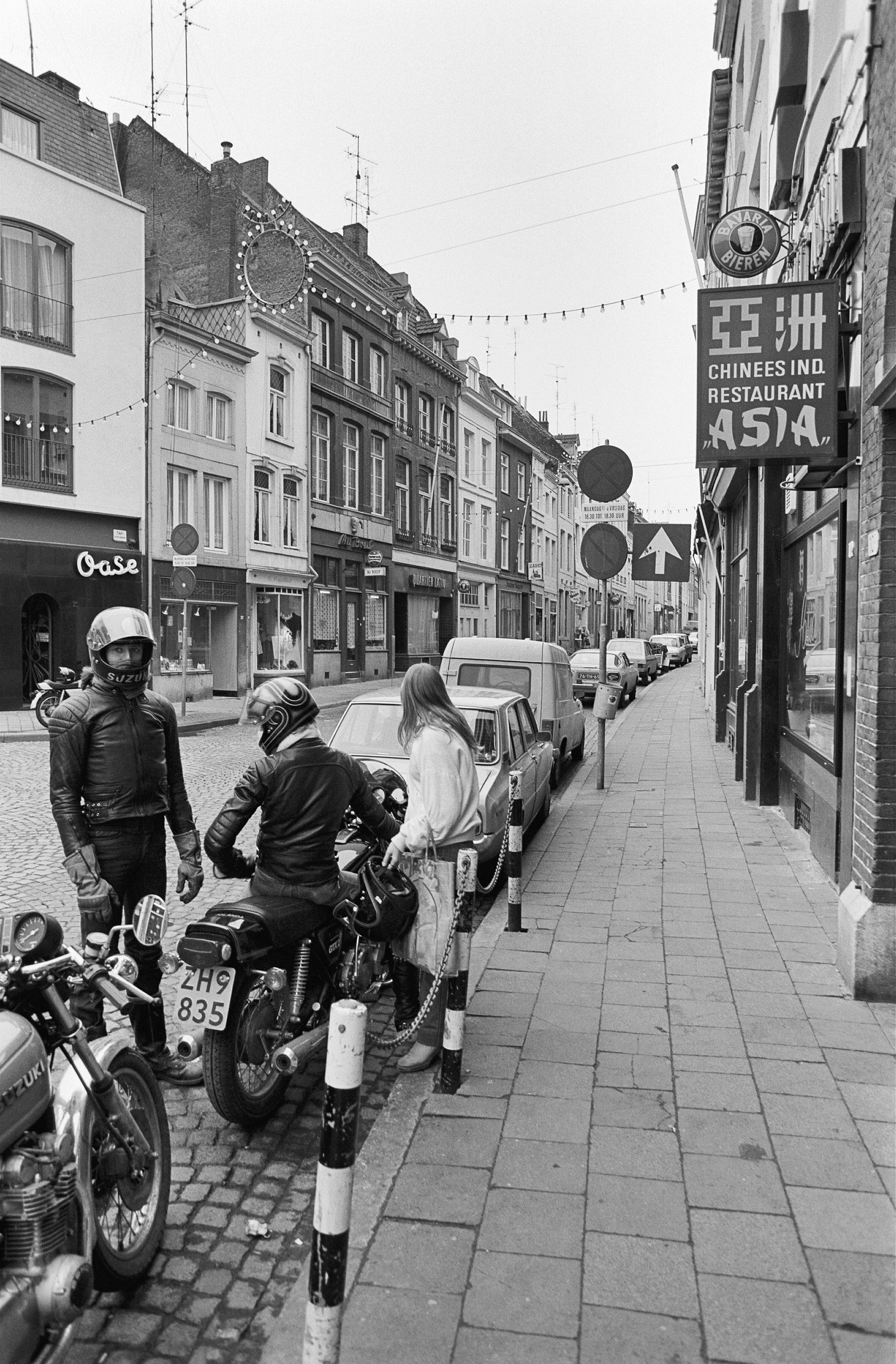
Nabij de Kommel, 1979

## Erfgoed
De Brusselsestraat telt 70 rijksmonumenten en is daarmee na de Rechtstraat de monumentrijkste straat van Maastricht. Daarnaast zijn er 42 gemeentelijke monumenten.

### Religieus en institutioneel erfgoed

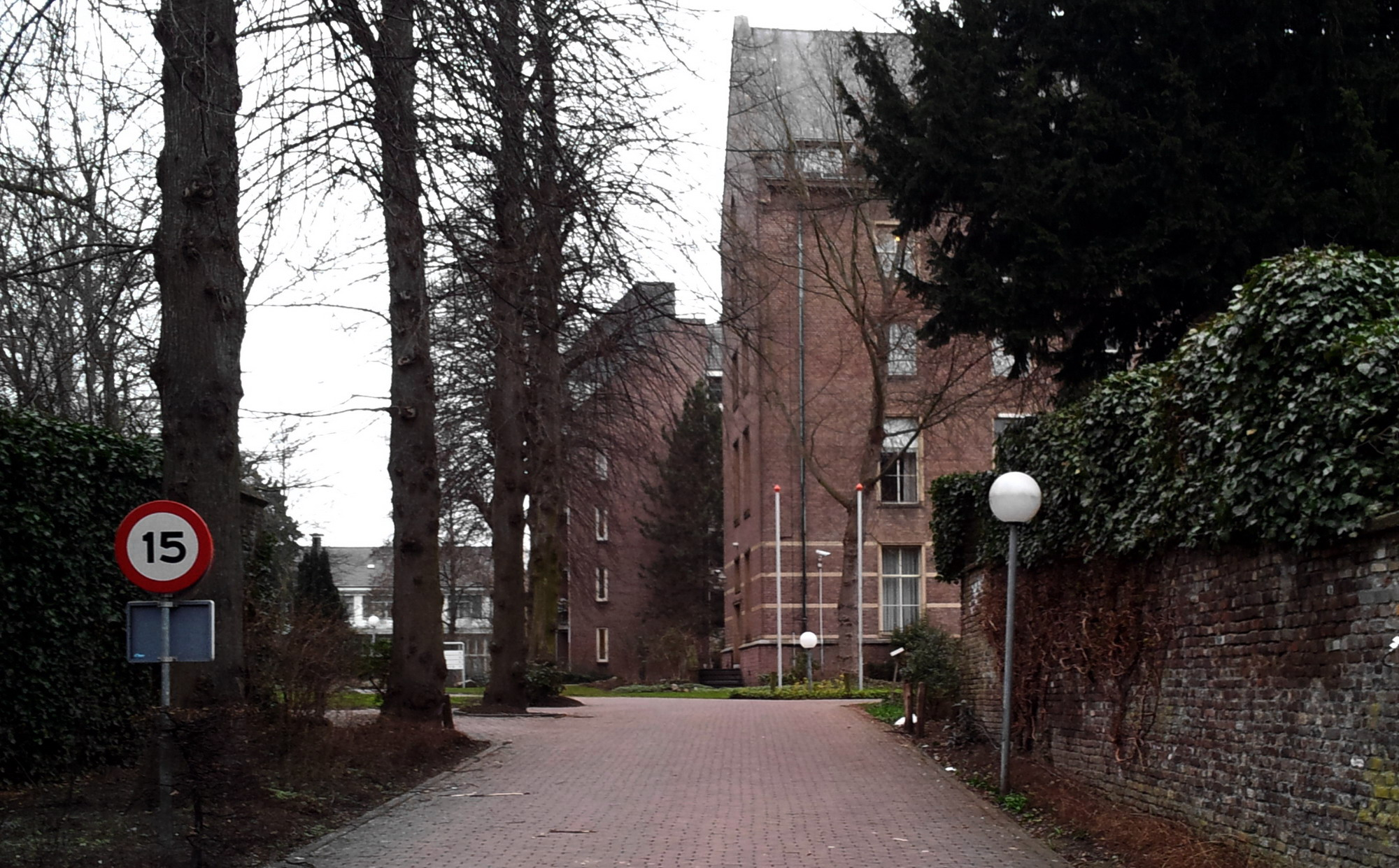
Gezicht op het Beyartcomplex vanaf de Brusselsestraat

Een inrijpoort in het pand Brusselsestraat 58 geeft toegang tot de Cellebroedersstraat, waaraan enkele restanten van het Cellebroedersklooster liggen. De Cellebroederskapel uit 1512 is een eenvoudige, laatgotische zaalkerk van Limburgse mergel met een vijfzijdige koorsluiting en een westelijke topgevel. Tegen de noordzijde van de kapel is een deel van de kloostergang bewaard gebleven, met een uitkragend gedeelte van vakwerk. Bij de restauratie in 1963-66 is de barokke dakruiter uit 1705 gereconstrueerd. In het interieur valt vooral het beschilderde gotische netgewelf op, dat ondersteund wordt door gewelfribben met gebeeldhouwde consoles.
Een andere poort (op nr. 38) vormt de toegang tot het Beyartklooster. Van het middeleeuwse klooster resteert slechts de ruïne van de kloosterkerk, een eenbeukige dubbelkapel van mergel in laatgotische stijl. De 'nieuwe Beyart' is een volumineus kloostercomplex van baksteen in de vorm van een hoofdletter E, gebouwd naar een ontwerp van L. Faber in de periode 1894-1897. Het hoofdgebouw, waarvan de neogotische kloosterkapel in 1980 is gesloopt, bestaat deels uit nieuwbouw. Alleen de ouder delen en de kloostertuin zijn gemeentelijke monumenten. Het zogenaamde Sint-Lidwinahuis of -hospitaal in de tuin van het klooster is een rijksmonument. Het is in 1937 gebouwd in functionalistische stijl naar een ontwerp van Alphons Boosten.
Een derde poort (op nr. 46) geeft toegang tot de Sint-Aloysiusschool van de Broeders van de Beyart. Het schoolgebouw in eclectische stijl kwam in 1907 tot stand naar een ontwerp van architect Joseph Hollman. Het bestaat uit twee bouwdelen, waarvan het grootste drie topgevels heeft in neorenaissancestijl met smeedijzeren ornamenten. Het kleinere bouwdeel heeft één topgevel met een beeld van de Heilige Lodewijk van Frankrijk onder een neogotisch baldakijn.

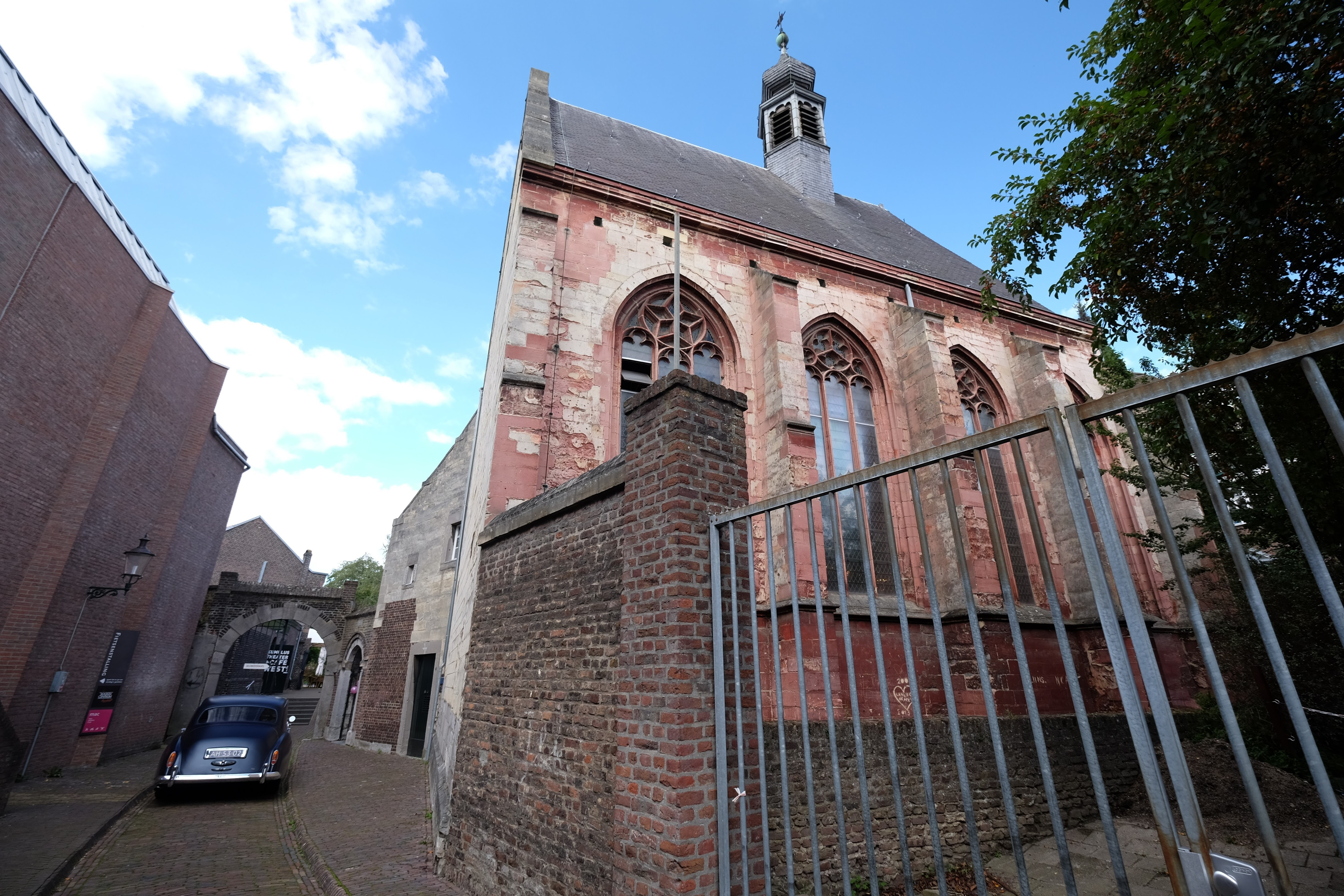
Cellebroederskapel
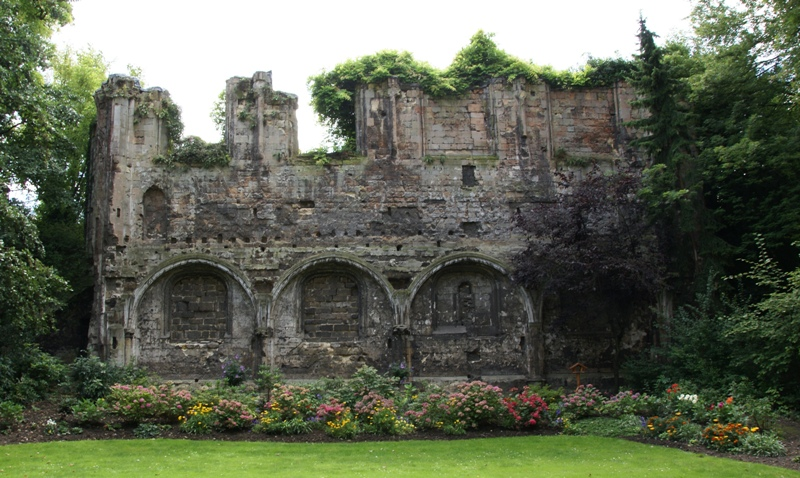
Ruïne Beyartkerk
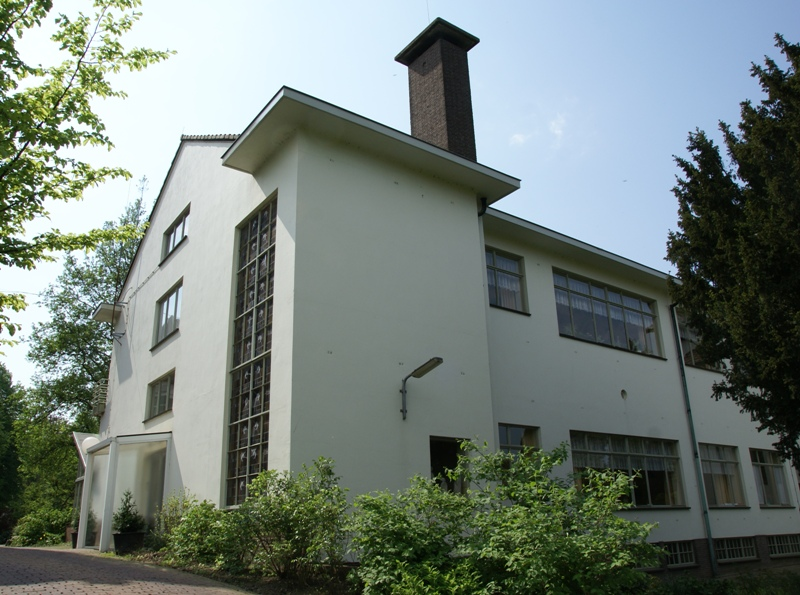
Lidwynahuis
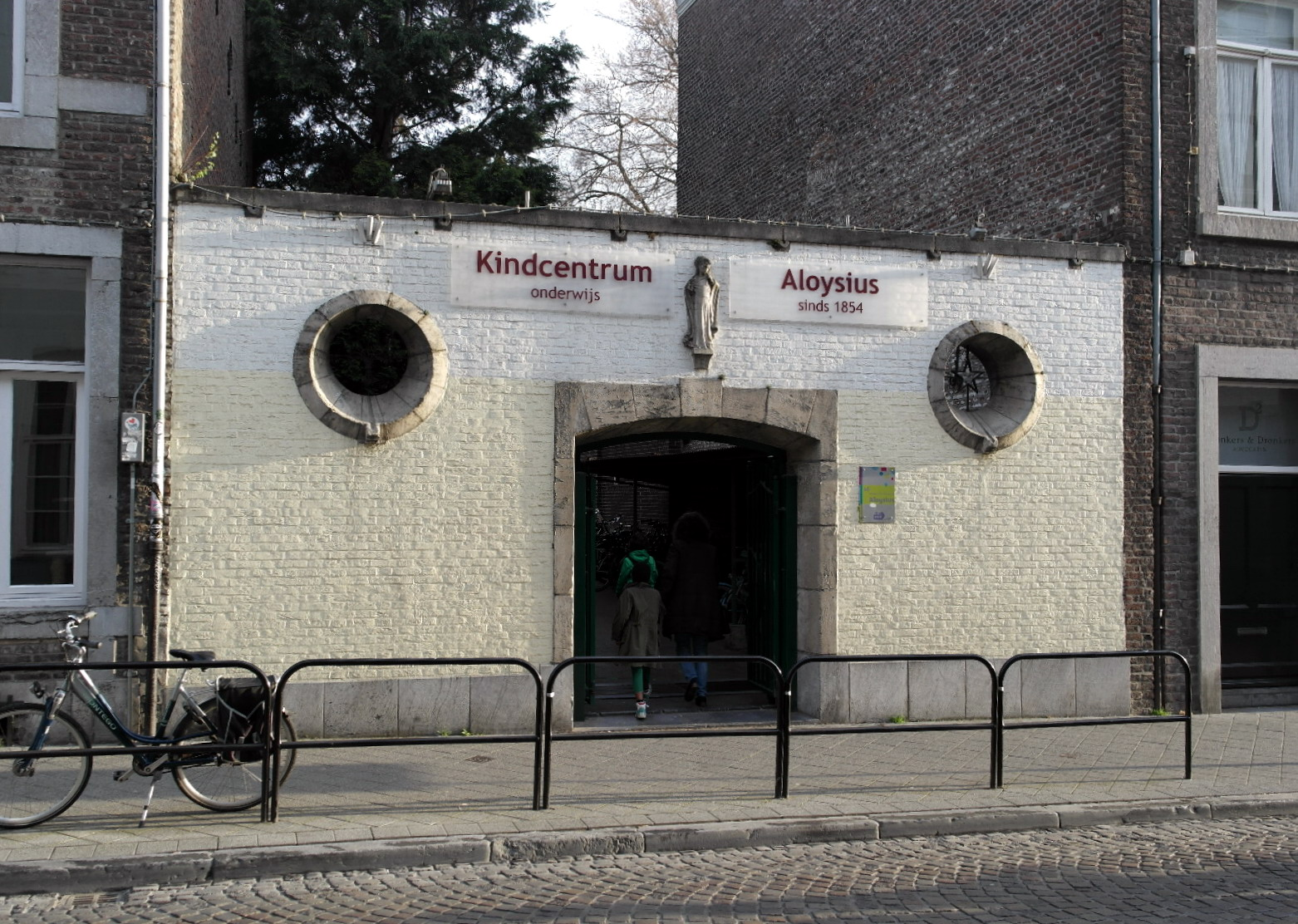
Poort Sint-Aloysiusschool

### Poorthuizen, herenhuizen
De Brusselsestraat was vanouds een gemêleerde straat, waar naast gewone burgerhuizen diverse refugie- en poorthuizen (adellijke stadswoningen) te vinden waren. Een aantal daarvan is bewaard gebleven.

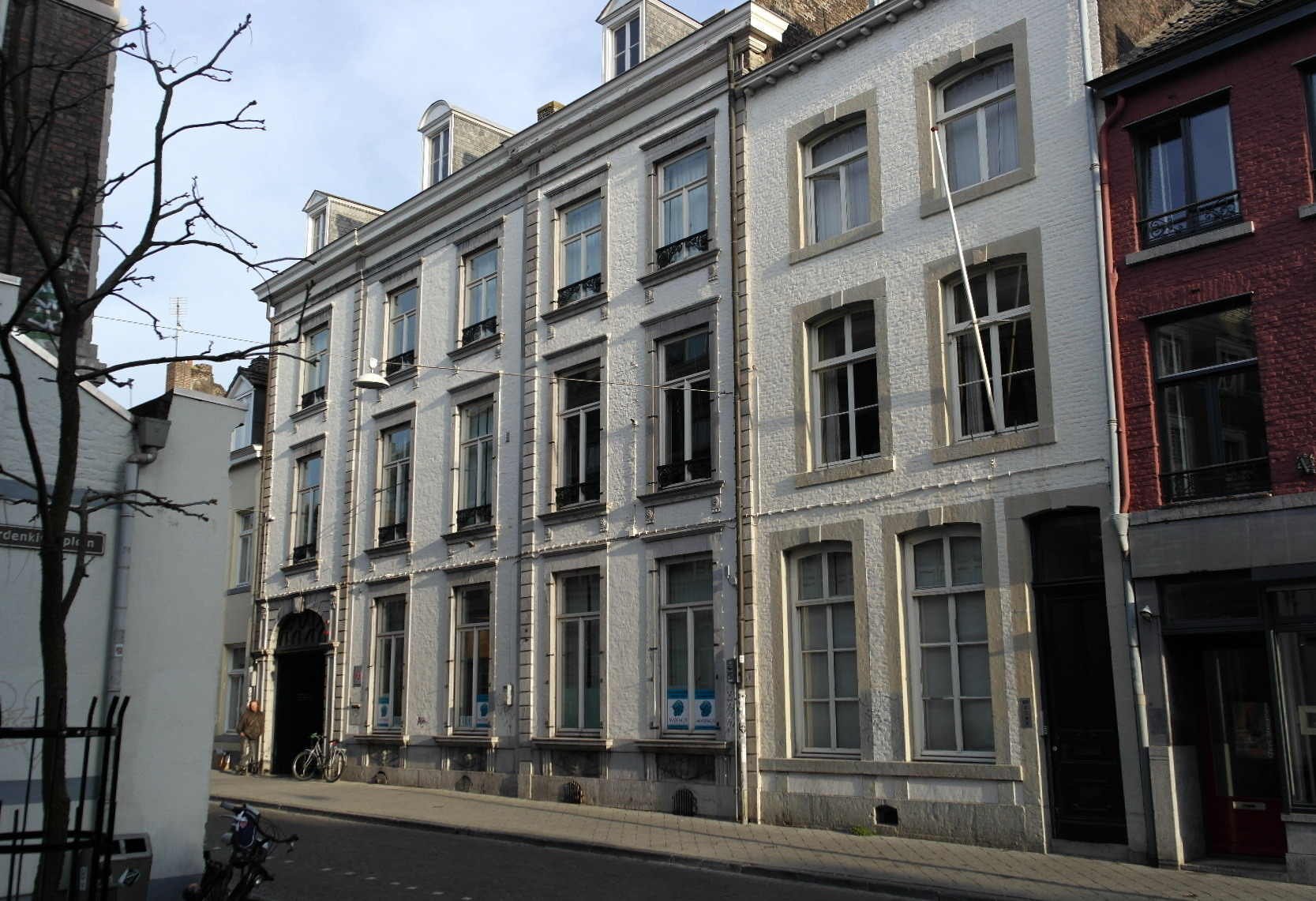
Brusselsestraat 82 en 84

Brusselsestraat 10 is een groot herenhuis met een wit gepleisterde lijstgevel uit het derde kwart van de 19e eeuw. Boven de daklijst bevindt zich een balustrade-achtige opbouw met smalle vensteropeningen. Bijzonder zijn de accoladeboogvormige versieringen boven de vensters en deuren. Nr. 36 is een 17e-eeuws huis (zichtbaar aan de zijkant vanaf het Beyart-terrein) met een 19e-eeuwse lijstgevel van baksteen met op de begane grond deur- en vensteromlijstingen van Naamse steen. Op de nrs. 54-56 bevindt zich een dubbel 17e-eeuws huis met een brede, 19e-eeuwse pilastergevel met zeven traveeën. Onder de vensters van de bovenverdiepingen zijn gepleisterde, geometrische decoraties aangebracht. Nr. 76 heeft een rijk versierde lijstgevel in Lodewijk XVI-stijl met een balkon, pilasters, geprofileerde vensteromlijstingen en guirlandes in Naamse steen. Het huis lijkt op een verkleinde en vereenvoudigde versie van het Huis Soiron op de Grote Gracht. Links bevindt zich een barokke koetspoort; rechts een Lodewijk XVe deur, mogelijk afkomstig van elders. In het interieur is fraai sierstucwerk aanwezig. Op nr. 77 ligt de Refugie van Sint-Gerlach., ontstaan in 1731 toen vier huizen werden verbouwd tot één pand met een brede lijstgevel, voorzien van segmentboogvensters in Naamse steen. De hoofdingang en de inrijpoort bevinden zich in het rechterdeel. Het huis op nr. 84 heeft een brede gevel in Lodewijk XVI-stijl, geaccentueerd door geblokte lisenen, die de gevel in drieën delen. In het linkerdeel bevindt zich een koetspoort. De vensters zijn omlijst met Naamse steen en bezitten op de bovenverdiepingen raamhekjes; op de begane grond bevinden zich onder de vensters diamantvormige ornamenten.

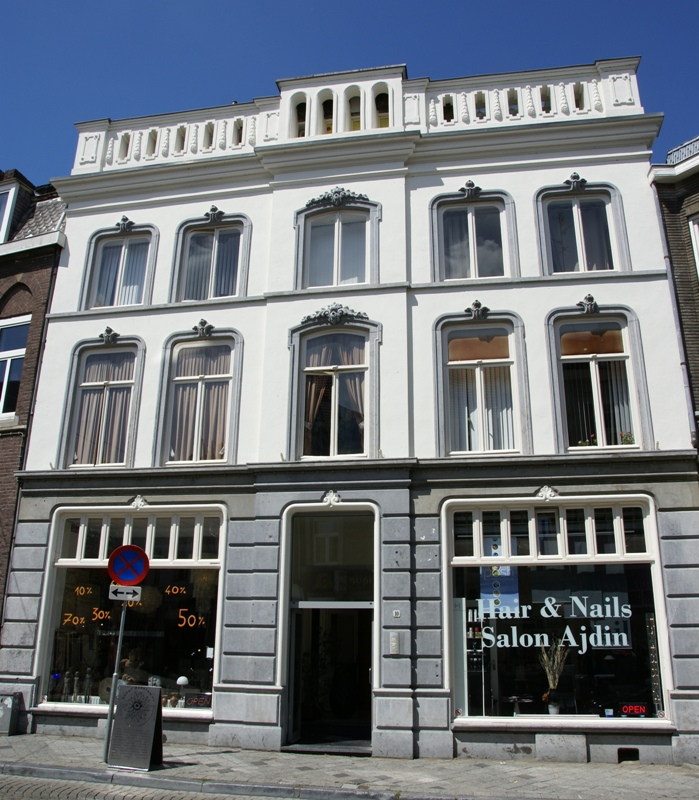
Nr. 10
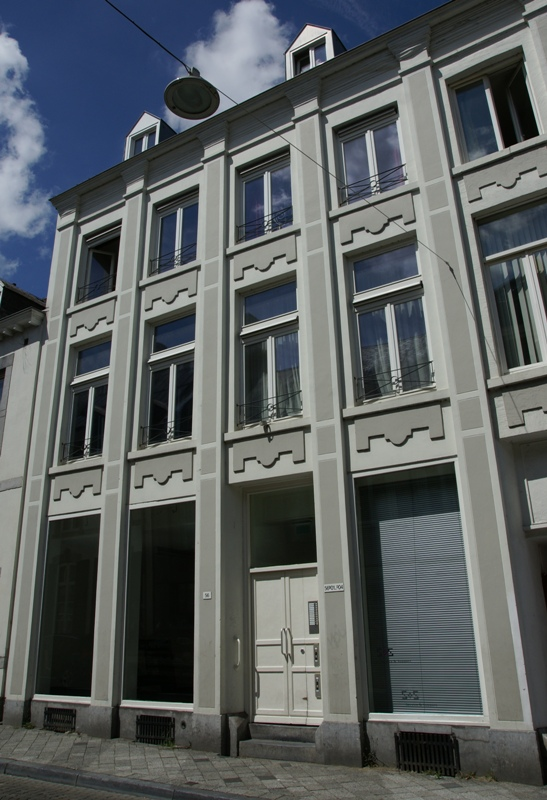
Deel van nr. 56
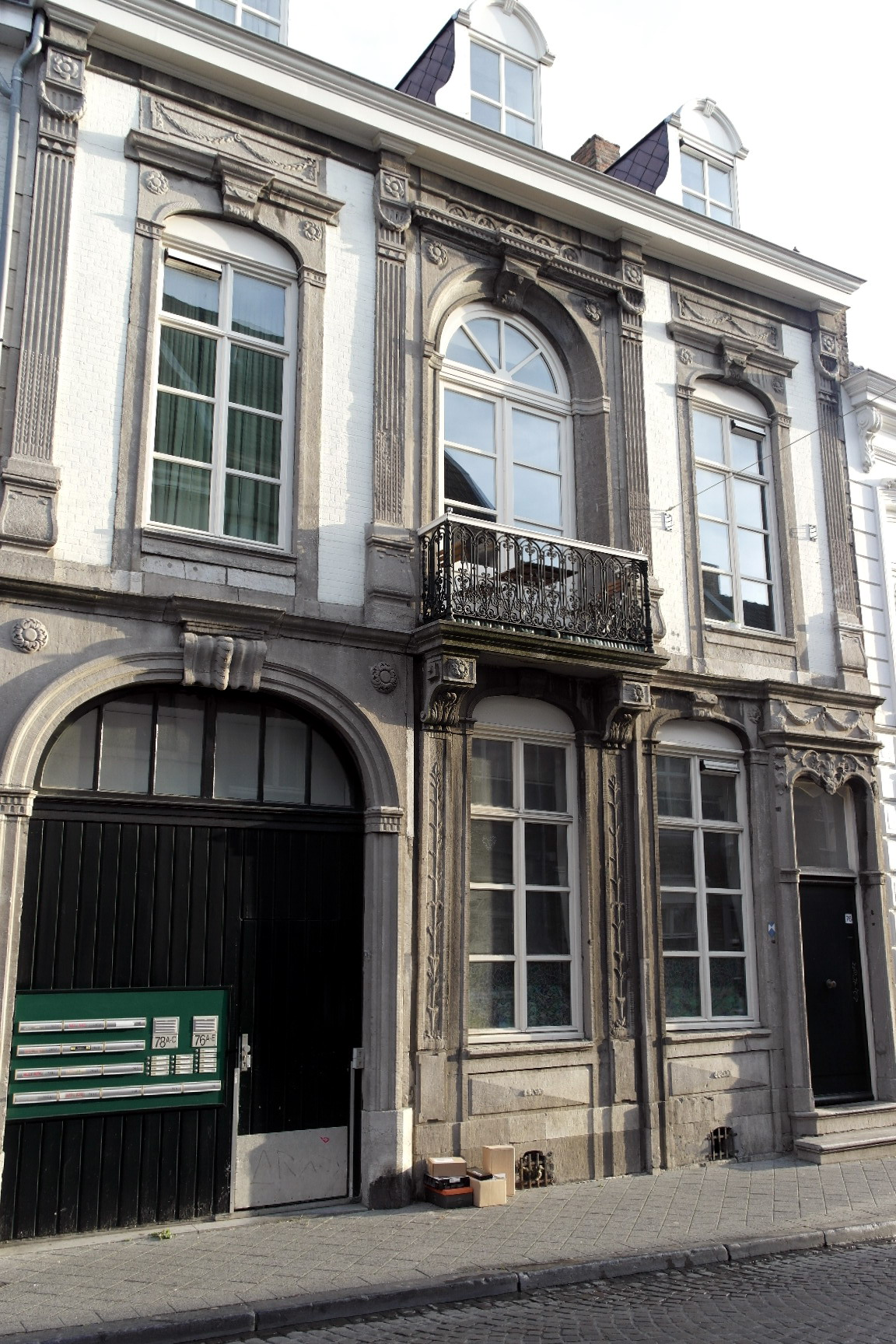
Nr. 76
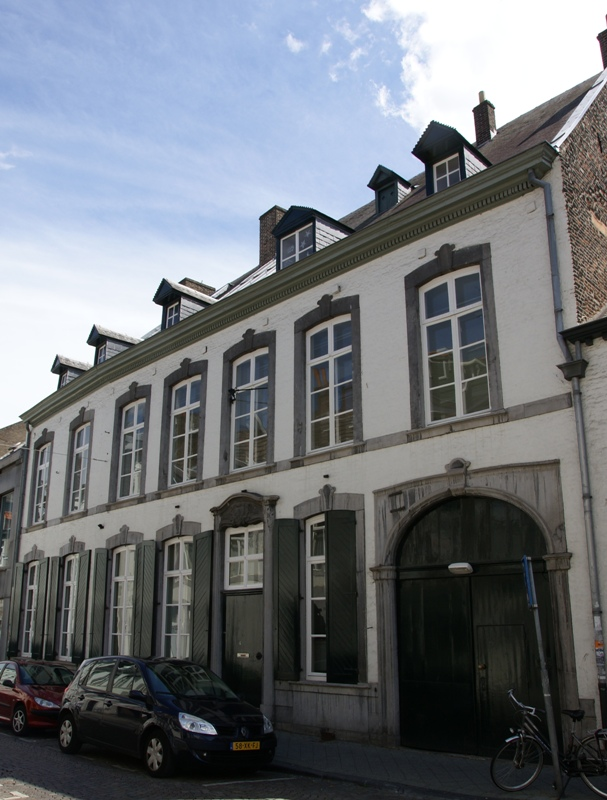
Nr. 77: Refugie v. St-Gerlach

### Overige monumenten
Onder de tientallen historische huizen in de straat bevinden zich goed bewaarde 17e-, 18e- en 19e-eeuwse herenhuizen met gevels in vereenvoudigde Lodewijk XV- of Lodewijk XVI-stijl. Veel panden hebben moderne puien. De art deco winkelpui van het voormalige winkelpand van De Gruyter uit 1930 (nr. 9) is een typisch voorbeeld van de huisstijl van deze kruideniersketen. Achter de gevels gaan soms middeleeuwse huizen schuil. Brusselsestraat 93-95 is een overblijfsel van de vele stadsboerderijen die hier ooit lagen. Het linkerdeel van de 18e-eeuwse gevel is het best bewaard. De zij- en achtergevels bestaan gedeeltelijk uit vakwerk. Enkele 17e-eeuwse huizen zijn gebouwd in de stijl van de Maaslandse renaissance, bijvoorbeeld de nrs. 121 en 127. Eerstgenoemd huis heeft speklagen van mergel en kleine vensters met hardstenen omlijstingen en deels intacte kruiskozijnen; laatstgenoemd huis heeft aan de kant van de Sint Nicolaasstraat een fraaie trapgevel met speklagen en muurankers. Ertegenover, op de hoek van de Brusselsestraat (nr. 140) en de Herbenusstraat ligt een soortgelijk pand uit 1656, dat echter geheel wit geschilderd is, waardoor het contrast tussen de mergelbanden, de hardstenen vensteromlijstingen en baksteeninvulling van de gevels verdwenen is. Fraai is de brede kroonlijst met gebeeldhouwde consoles. De pui op de begane grond is nieuw. Op de andere hoek van de Herbenusstraat ligt een typisch laat-19e-eeuws eclectisch herenhuis, dat een gemeentelijk monument is.

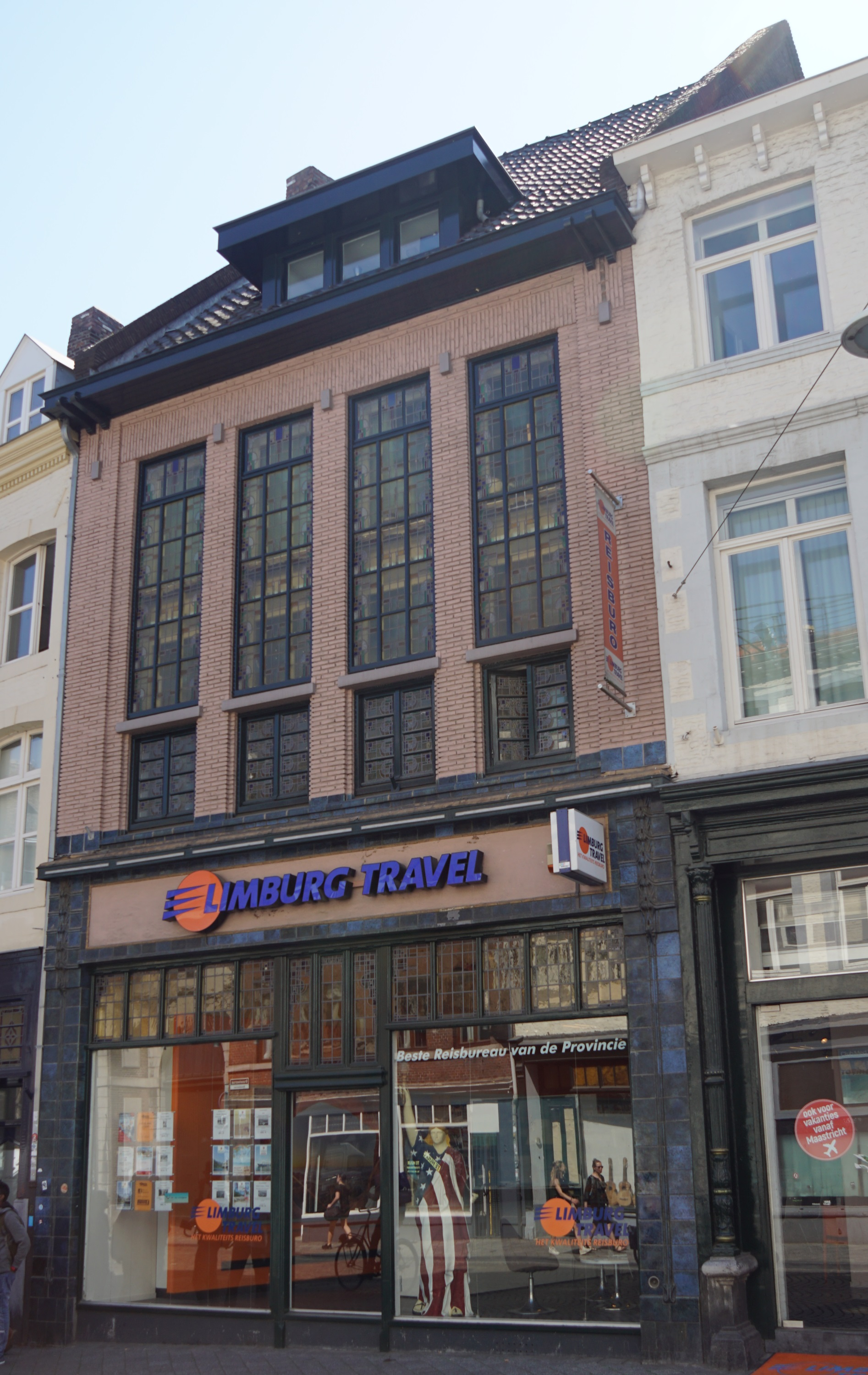
Nr. 9
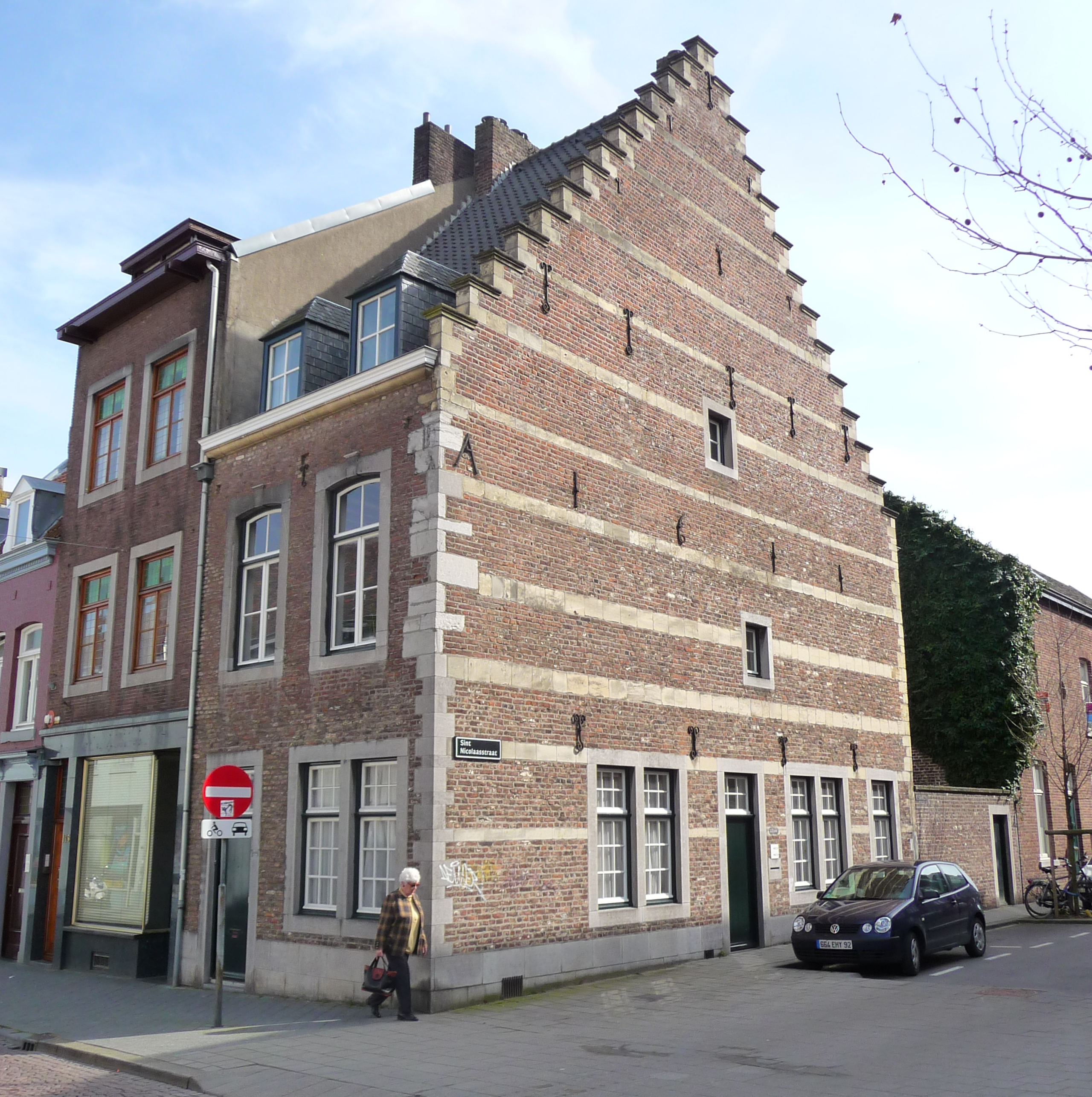
Hoekhuis Sint Nicolaasstraat
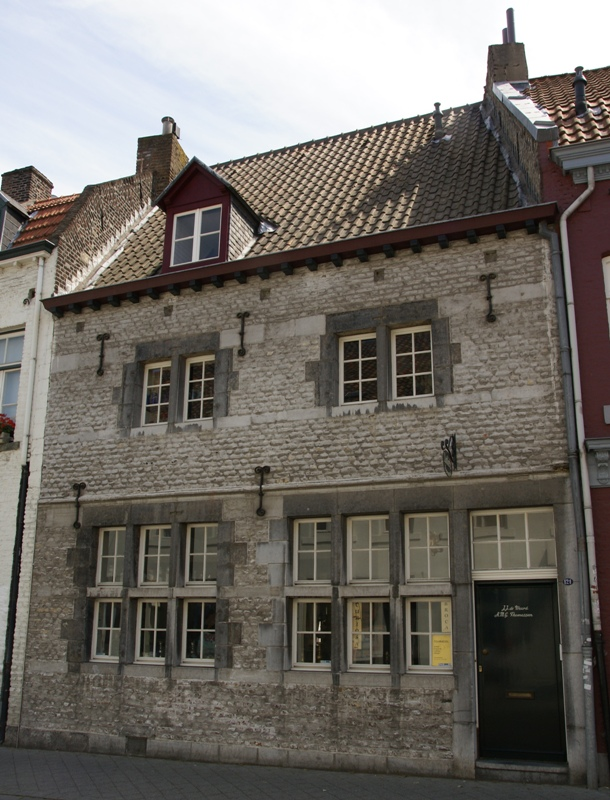
Nr. 121
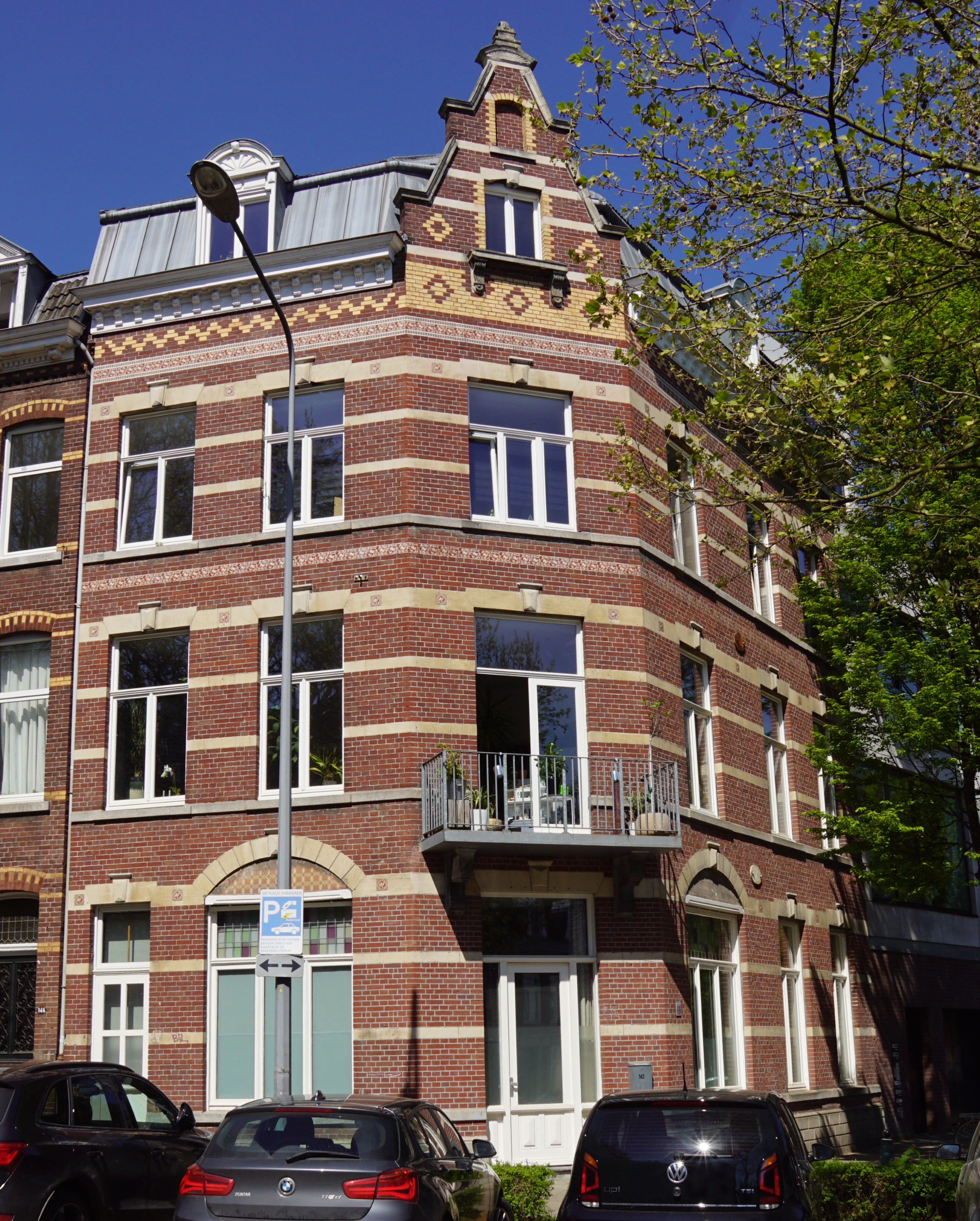
Hoekhuis Herbenusstraat

### Industrieel erfgoed, moderne architectuur
Het grote pand Brusselsestraat 87-89, omstreeks 1850 gebouwd in neoclassicistische stijl met gebruik van veel natuursteen, doet enigszins denken aan gebouwen uit de Duitse Gründerzeit (1840-1890). Het gebouw, dat een gemeentelijk monument is, diende onder andere als kantoorpand van de zoutziederij Seidlitz/Marres. Links is nog een stuk muur van de fabriekspoort uit 1869 bewaard gebleven. Het gebouw telt tien traveeën, waarvan drie groepen van drie traveeën vrijwel identiek zijn en de tiende travee met koetspoort breder is.
Op de hoek van het Herdenkingsplein, eveneens op het voormalige fabrieksterrein van Marres, bevindt zich een modernistisch kantoorpand, een ontwerp van Jo Janssen en Wim van den Bergh uit 1998.

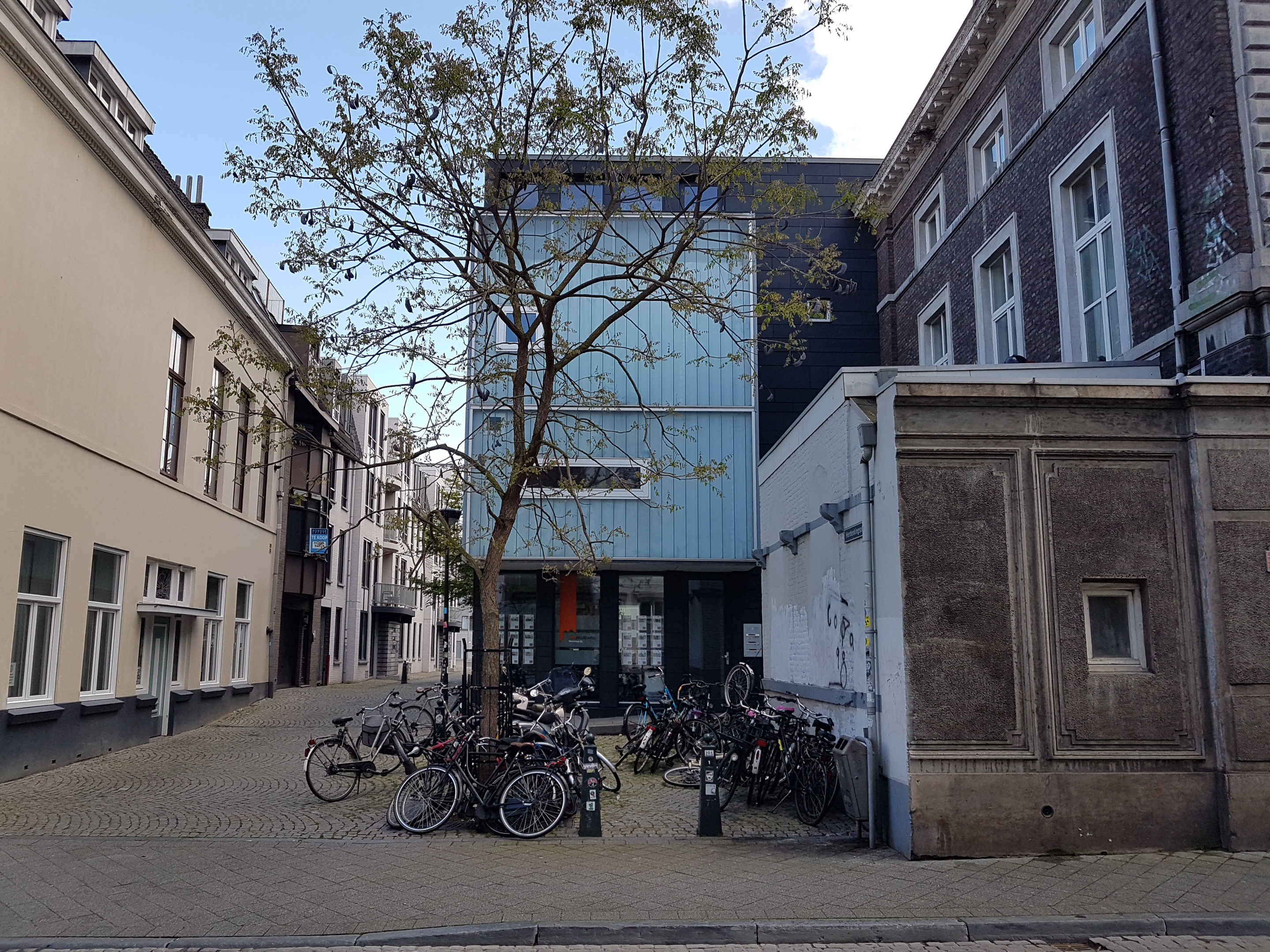
Voormalige fabriekstoegang
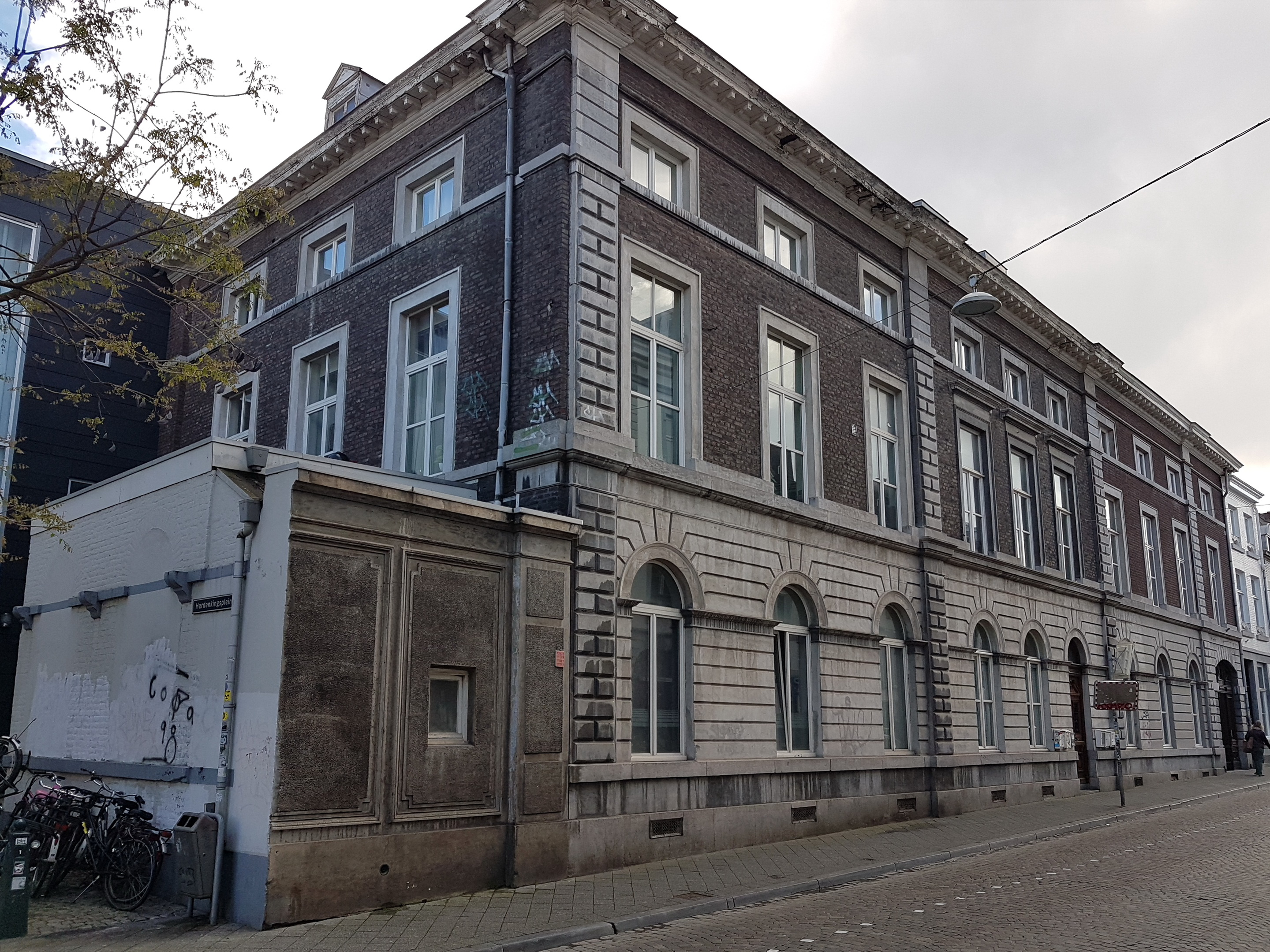
Brusselsestraat 87-89
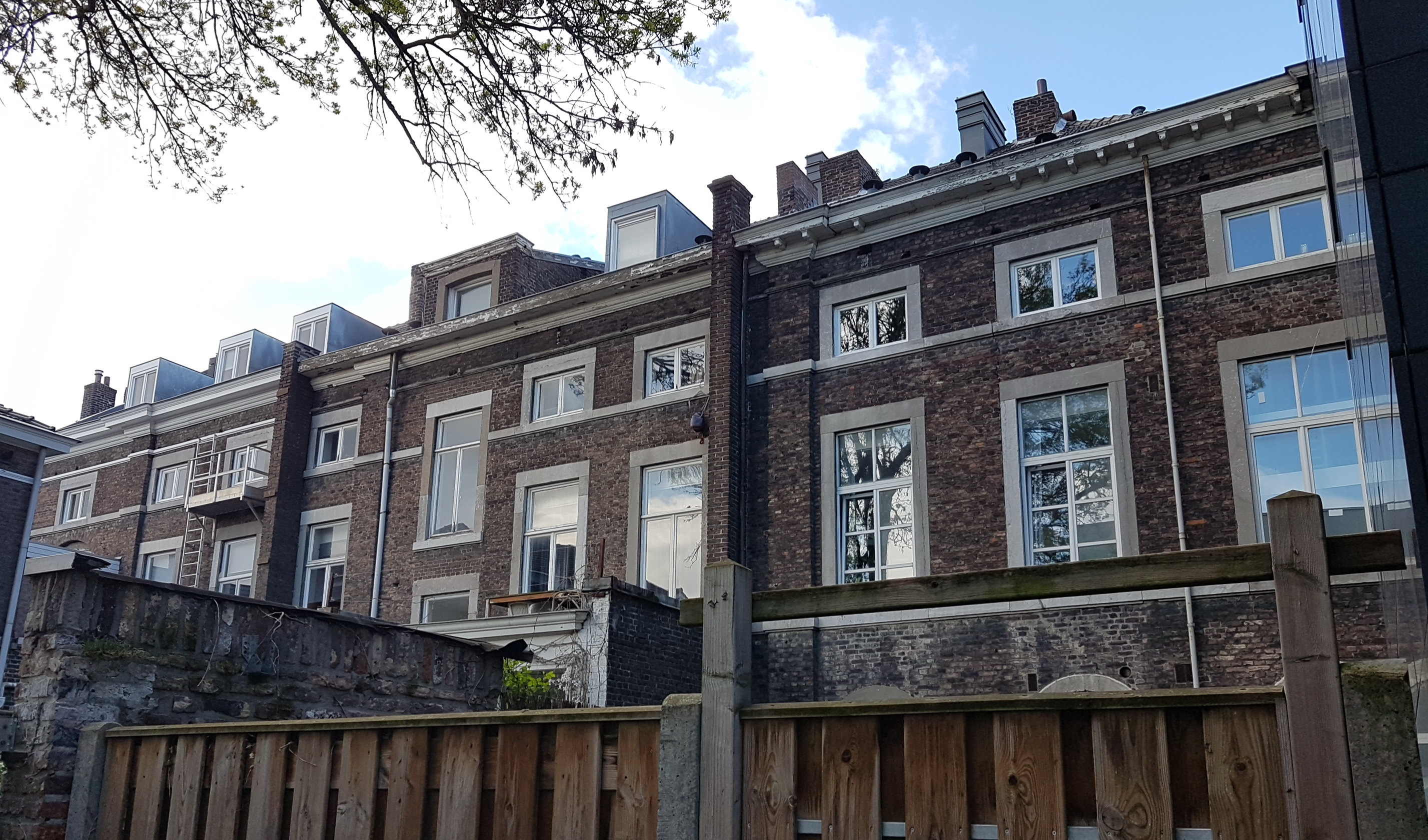
Idem, achtergevel
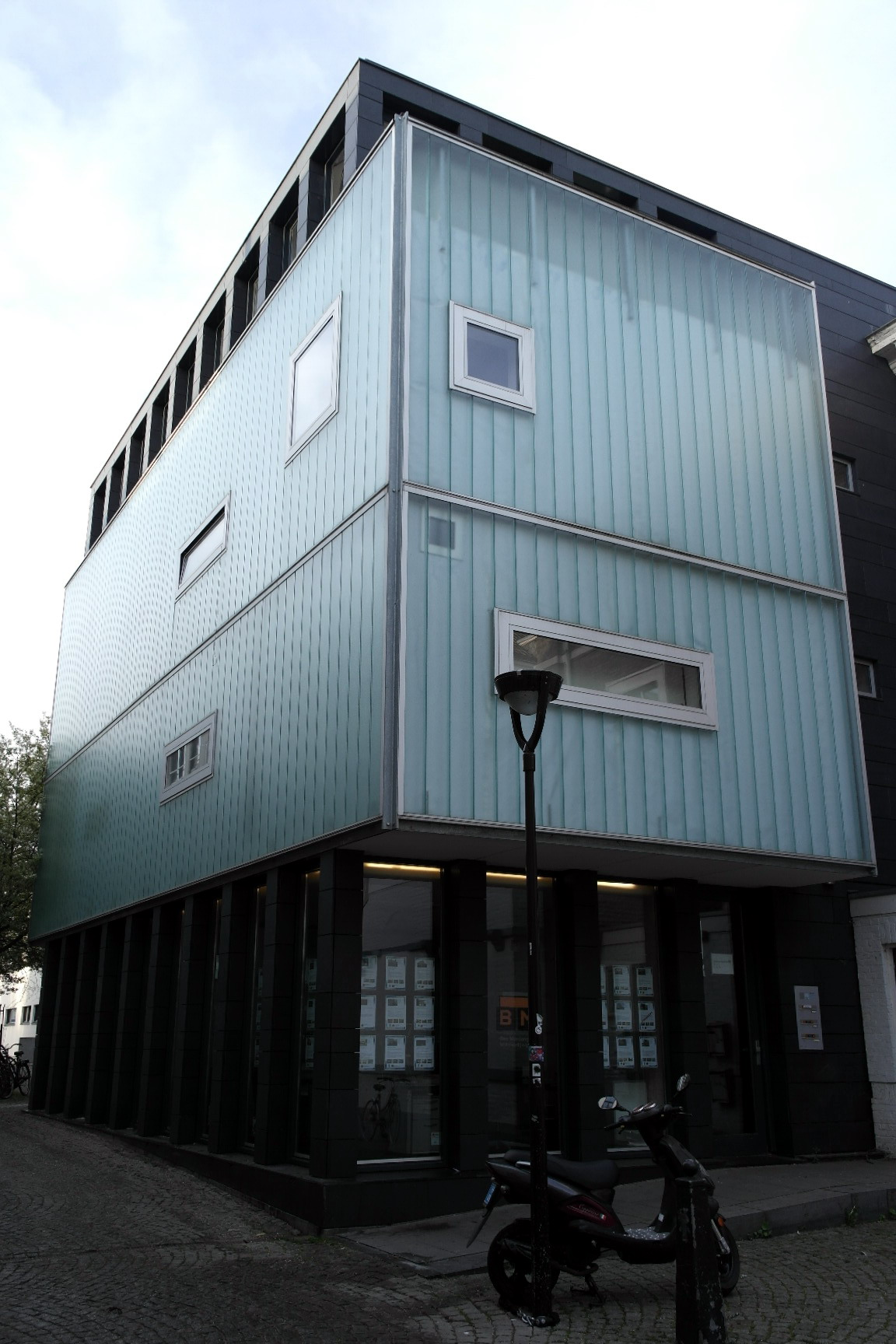
Kantoorpand Herdenkingsplein

### Gevelstenen, kunst
In de Brusselsestraat bevindt zich een tiental gevelstenen, waarvan de meeste uit de 20e eeuw dateren. De moderne gevel van het pand Brusselsestraat 90 heeft er zelfs twee, beide uit 1955. De oudste, uit 1669, kan nauwelijks een gevelsteen genoemd worden; het is een gebeeldhouwde ossenkop, afkomstig van het voormalige Vleeshuis in de Grote Staat en bevindt zich sinds de jaren 1950 aan de gevel van nr. 31. Uit de 18e eeuw dateren de gevelstenen op nr. 17 (17 ST VRBANE 66), nr. 20 (17 IN DEN VOS 58) en nr. 26 (een duif). De gevelsteen van nr. 97 bevat de geschilderde afbeelding van een goudkleurige tabakspijp, maar op een foto van dit pand uit 1962 is diezelfde gevelsteen blanco.
Het uit 1911 daterende poortgebouw van de Beyart op nr. 38 bevat diverse beeldhouwwerken, waaronder een Mariabeeldje in een nis boven de inrijpoort, een beeldje van een valk of andere roofvogel op de linkerpijler, en een reliëf met gebladerte en de naam en het huisnummer van het klooster boven het smalle poortje.

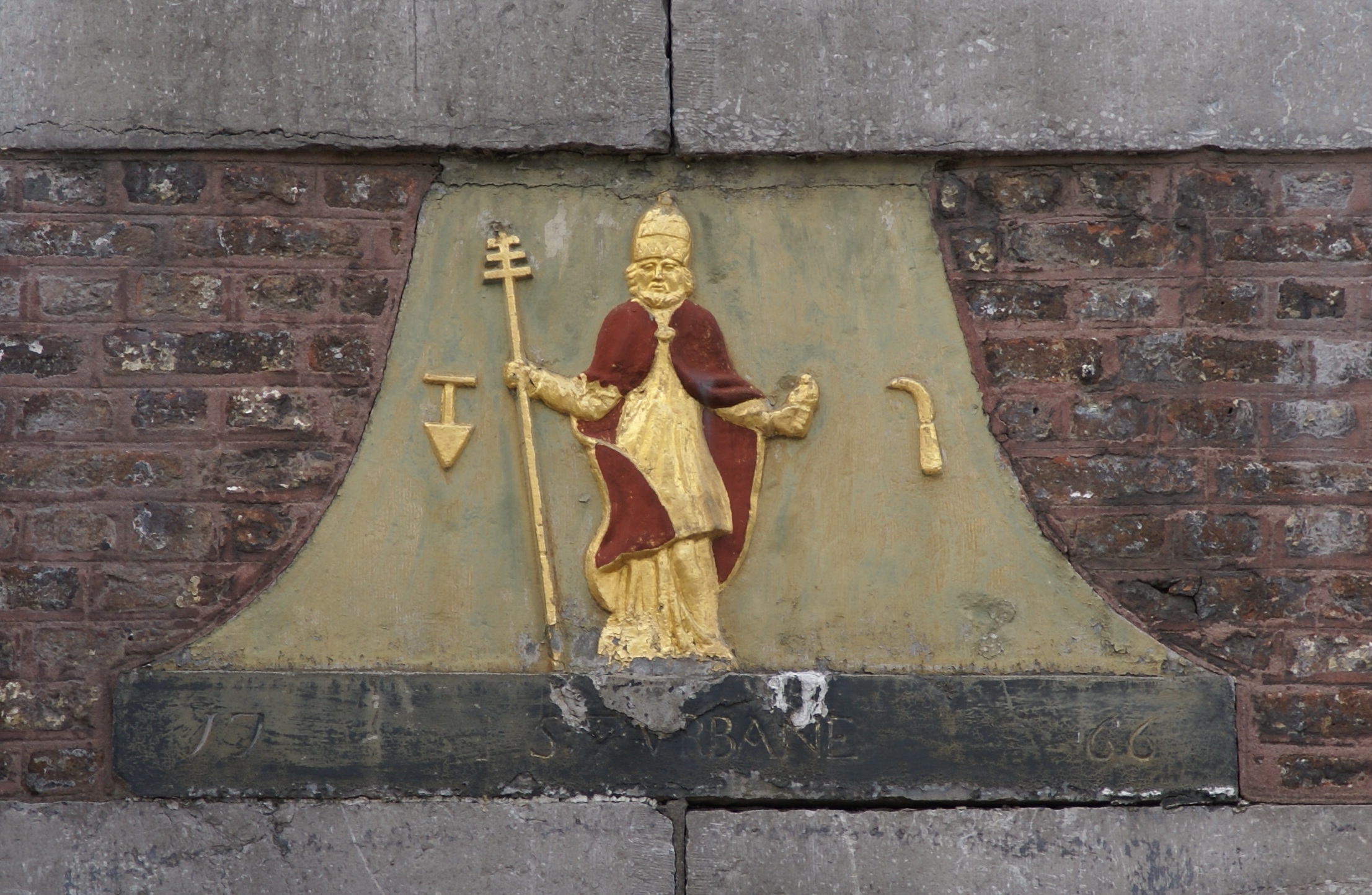
Gevelsteen nr. 17
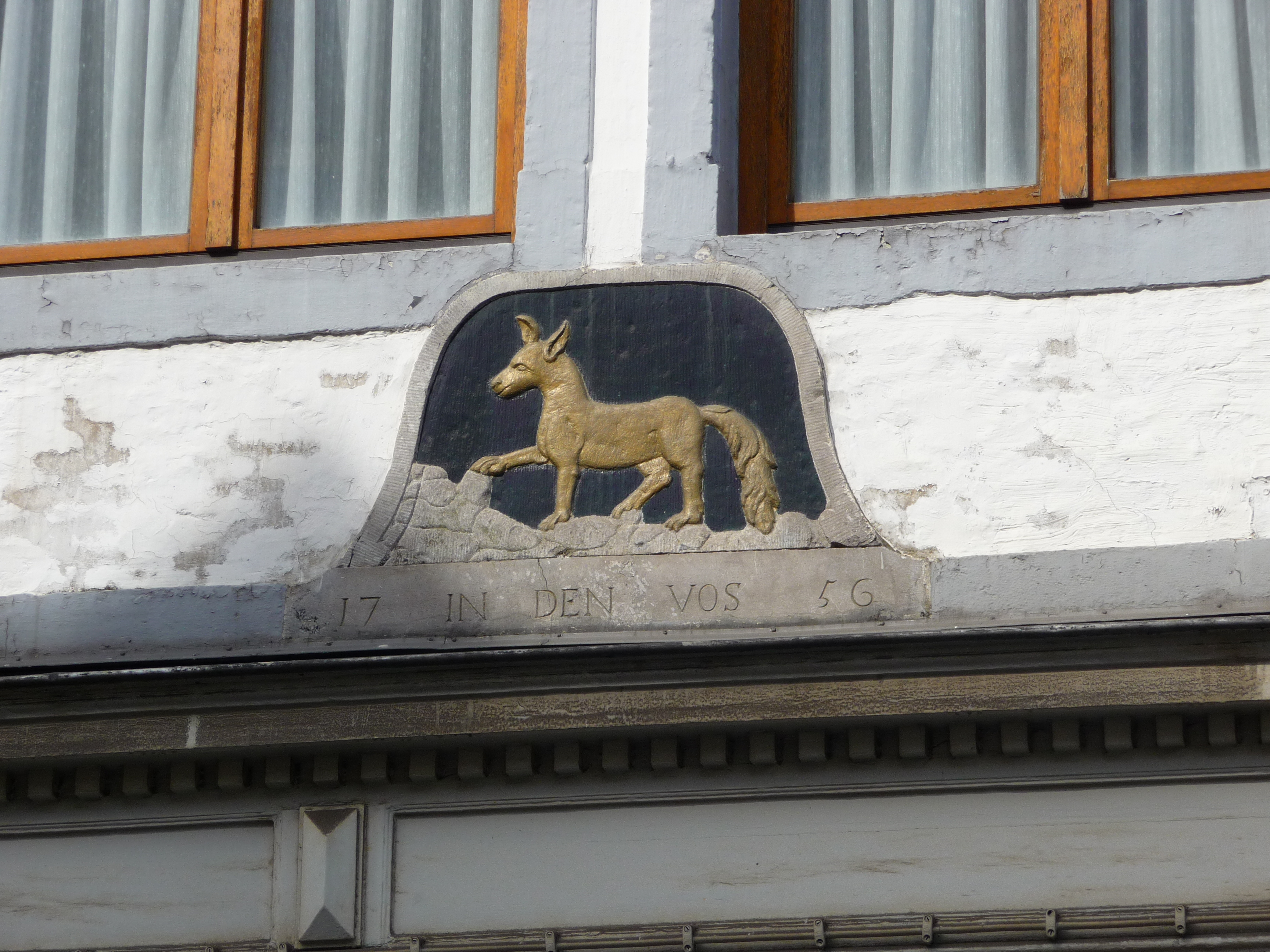
Gevelsteen nr. 20
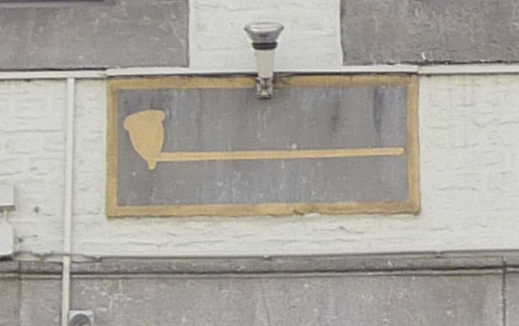
Gevelsteen nr. 97
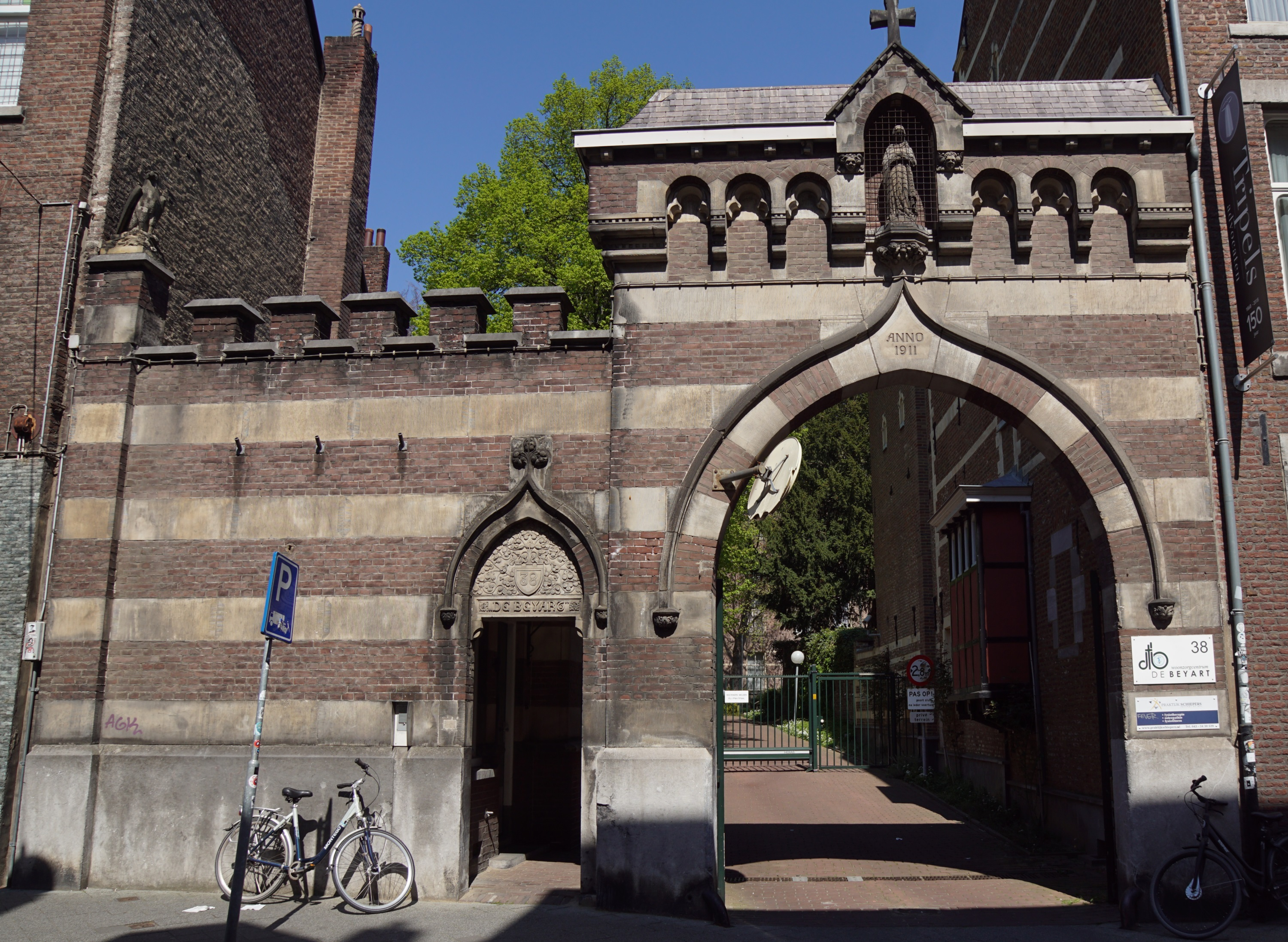
Sculpturen Beyartpoort